# Sindoropsis letestui
Genre
Espèce
Classification phylogénétique
Sindoropsis letestui est une espèce de plantes à fleurs dicotylédones de la famille des Fabaceae, sous-famille des Caesalpinioideae, originaire d'Afrique équatoriale. C'est l'unique espèce acceptée du genre Sindoropsis (genre monotypique).

## Synonymes
Selon  The Plant List (24 novembre 2018)  :
- Copaifera letestui (Pellegr.) Pellegr.
- Detarium le-testui Pellegr.
- Dialium letestui Pellegr.
- Sindoropsis le-testui (Pellegr.) J.Leonard (préféré par NCBI)[3]